# Беллапаис

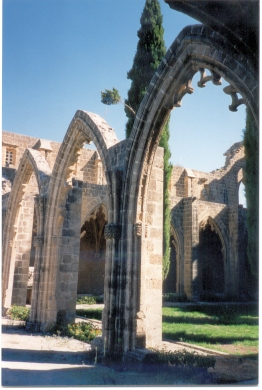
Стены аббатства Беллапаис

Беллапаис (греч. Μπελλαπάϊς, тур. Bellabayıs) — небольшая деревня находящееся под контролем Турецкой Республикой Северного Кипра в четырёх милях от города Кирения.
Главной достопримечательностью деревни является аббатство Беллапаис, начатое в 1198—1205 и расширенное в XIII веке, монахами Премонстра́нтами. С высоты руин открывается вид на Кирению и Средиземное море.
В деревне несколько лет жил, поселившись в 1952, английский писатель Лоренс Даррелл, зарабатывавший на жизнь преподаванием английского языка. Но через год после его приезда началась война между греками-киприотами, жаждавшими воссоединения с континентальной Грецией, турками-киприотами, боровшимися за независимость, и англичанами, стремившимися контролировать остров. Даррелл в это время оставляет преподавание и работает офицером по связям с общественностью в Никосии. Книга «Горькие лимоны» (англ. Bitter Lemons, 1957) — дарреловское видение событий тех трагичных лет.